# Deon Meyer
Deon Meyer(Paarl, 4 de julio de 1958) escritor sudafricano de literatura policíaca y guionista, tanto de televisión como de cine.
Pasó su infancia en Klerksdorp, y estudió en la universidad de Potchefstroom antes de trabajar como periodista para Die Volkablad, periódico afrikáner de Bloemfontein. Su obra se ha traducido a varios idiomas y refleja la diversidad cultural en la Sudáfrica contemporánea.
Meyer está casado y es padre de cuatro hijos. Reside actualmente en Melkbosstrand.

## Novelas
- Wie met vuur speel, 1994.
- Feniks, 1996. Edición en castellano: Sombras del pasado. RBA.
- Bottervisse in die jêm: 13 kortverhale, 1997.
- Orion, 2000, Grand Prix de Littérature Policière, adaptado para televisión en 2005.
- Proteus, 2002. Edición en castellano: El corazón del cazador. RBA.
- Infanta, 2004. Edición en castellano: El pico del diablo. RBA.
- Onsigbaar, 2007. Edición en castellano: Safari sangriento. RBA.
- 13 Uur, 2009. Edición en castellano: Trece horas. RBA.
- Spoor, 2010.
- 7 Dae, 2011.
- Kobra, 2014.
- Icarus, 2015. Edición en castellano: Ícaro. Salamandra.
- Koors, 2016.
- Die Wrou in die blou mantel, 2017.
- Prooi, 2018.

## Cine y televisión
- Orion. 2006. Sudáfrica. Dirigida por Gerrit Schoonhoven. Protagonizada por Neil Sandlands y Aletta Bezuidenhout. Serie de TV de 10 episodios, adaptación de la novela de mismo título.
- Cape Town. 2015. Alemania. Dirigida por Peter Ladkani. Protagonizada por Tron Espen Seim y Boris Kodjoe. Miniserie de TV de 6 episodios, adaptación de la novela Feniks.
- Trackers. 2019. Sudáfrica. Dirigida por Jyri Kähönen. Protagonizada por Tamer Burjag y James Gracie. Serie de TV, adaptación de la novela de mismo título.